# Malësia
La Malësia (montenegrino: Malesija / Малесија) è una regione storico geografica coincidente con l'Albania settentrionale e Montenegro meridionale. L'area è compresa tra il Lago di Scutari a sud e a nord con Podgorica fino a comprendere la città di Dulcigno. La Malësia è costituita dalle "cinque montagne" (in albanese Pesë Male) e da sette Bajrake (feudi amministrati dai clan).
Il nome "Malësia" è traducibile come "grandi altipiani". Nel corso del medioevo era conosciuta con il nome di Pulti; il nome Malësia fu usato solamente dopo il 1600 ed ebbe altre varianti del nome: Malsia, Malcia, Malësi, Malësija e Maltsia. In italiano, soprattutto nel Novecento, erano usate anche le trascrizioni Malessìa per indicare la regione e Malissor(i) (da Malësor) per indicare gli abitanti.

## Storia
Dopo l'occupazione dei loro territori da parte dell'Impero ottomano, i Malësor si allearono con i Montenegrini combattendo e resistendo agli Ottomani per molti secoli. 

Tuttavia quando i Bushati (una famiglia di nobili albanesi) presero il controllo dell'Albania settentrionale (il Pascialato di Scutari dal 1757 al 1831), i Malësor (anche per questioni di sangue e tradizioni albanesi), spostarono la loro alleanza con questi ultimi ottenendo i maggiori vantaggi, come ad esempio l'esenzione dalle tasse, la possibilità di non dover fornire i propri uomini all'esercito ottomano e la possibilità di non essere assoggettati alle leggi di quell'impero.

### Lega di Prizren
Dal 1878, grazie anche alla Lega di Prizren, i Malësor poterono gestire le nuove alleanze (con Greci e Serbi) per trarre vantaggi dall'indebolimento dei turchi dopo la Pace di Santo Stefano (3 marzo 1878) ed il Trattato di Berlino (13 luglio 1878). La Lega di Prizren fu fondata da Ali Pascià di Gusinje e fu in grado di raggruppare i territori degli Albanesi (divisi tra i vari stati confinanti nella pace di Santo Stefano) sotto l'entità del Governo Provvisorio di Albania nell'Impero Ottomano e la dichiarazione del vilayet autonomo di Albania all'interno dello stesso (1881).

### Battaglia di Deçiq

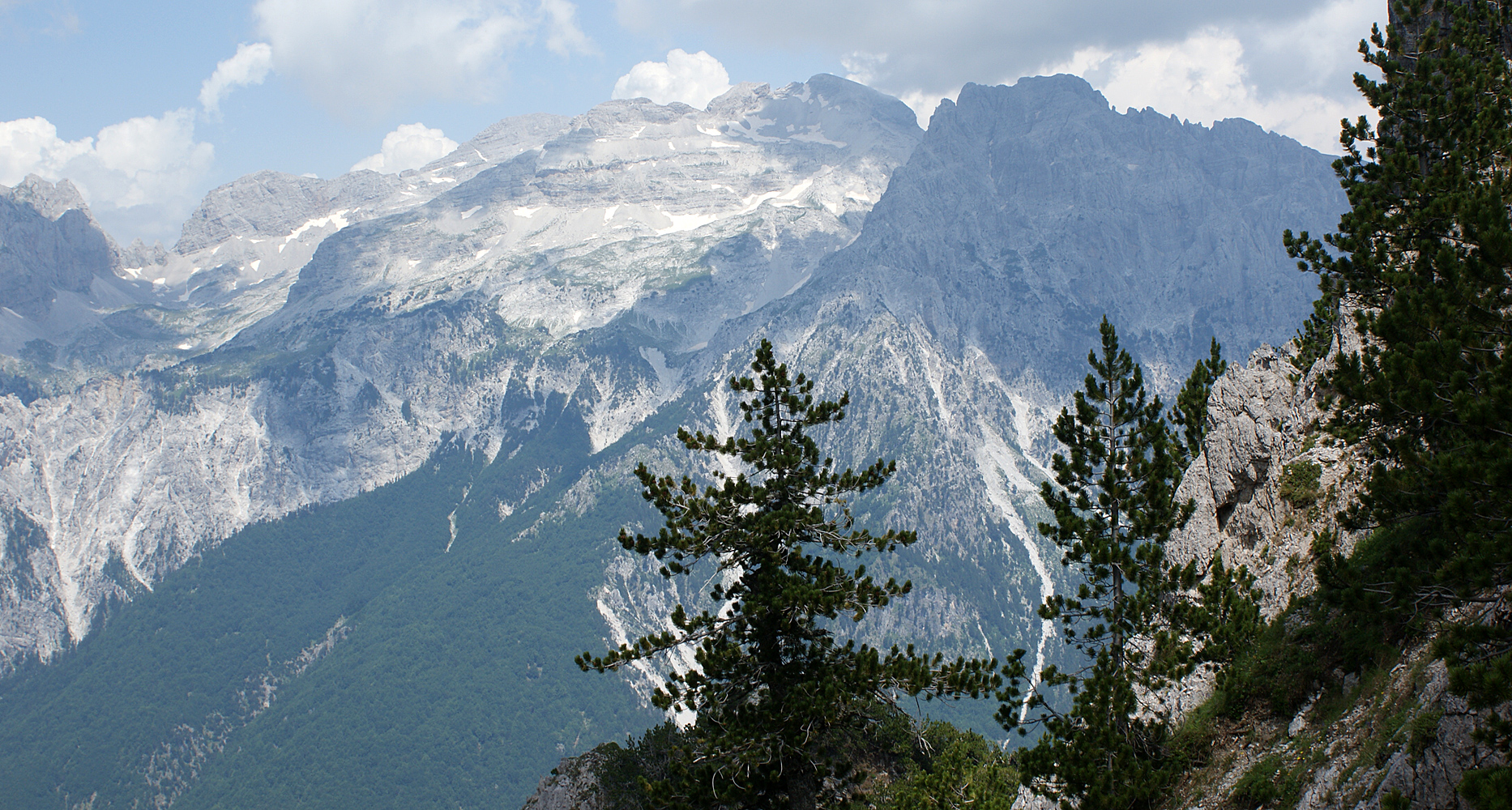
Jezerca, uno dei picchi più alti della regione.

La battaglia ebbe luogo il 6 aprile 1911 sulla collina di Deçiq presso Tuzi, dove morirono molti Malësor. Dopo aver sterminato un intero reggimento turco, questi issarono la bandiera albanese per la prima volta dopo 432 anni.

### Divisione politica
La Malësia dopo un congresso avvenuto  a seguito delle due Guerre balcaniche fu divisa in due parti ed i territori degli Hoti, dei Trieshi, dei Koja e dei Gruda furono annessi al Montenegro mentre invece buona parte del territorio dei Kelmend passò all'Albania.

### Periodo comunista
Per via dell'opposizione anticomunista dei loro signori feudali (Bajraktar o Flamurtar, "alfiere") e dell'appoggio dato da loro all'occupazione italiana o alla fazione ballista albanese, alcuni Malësor furono considerati dal governo come "nemici del popolo".
Certi (in particolare quelli più legati alla Chiesa cattolica e alle famiglie aristocratiche) subirono pesanti persecuzioni oppure migrarono in Jugoslavia per sfuggire al regime.

## I sette clan
La Malësia è costituita dalle sette tribù (Bajrak): Hoti, Grudë, Kelmendi, Kastrati, Shkreli, Trieshi e Koja e Kuçit.
La storia dei rispetti clan si intreccia con eventi storici determinanti per la storia delle nazioni della Penisola balcanica.

### Hoti
La prima notizia sugli Hoti risale al 1330 quando il clan occupava le terre a occidente del Lago di Scutari e chiamate in latino  montanea ottanorum (montagne di Hoti). Nel 1412 ebbero scontri con il clan montenegrino di Mataguzi per il possesso di terreni montani favorevoli alla pastorizia, finendo per scontrarsi in uno scontro armato dove morirono quattro membri del clan.
Quando gran parte della Malësia fu occupato dal regno di Zeta (odierno Montenegro) molti del clan si insediarono nella regione di Plav. Secondo una leggenda un uomo di nome Keq Preka (Albanese) e i suoi cinque figli migrarono dall'attuale Bosnia ed Erzegovina all'Albania fondando il clan Hoti. Secondo gli storici questa leggenda ha fondamenta storiche poiché molti Albanesi della Malësia migrarono dall'attuale Bosnia, per via dell'invasione ottomana nei Balcani, per poi rifugiarsi nell'Albania settentrionale e Kosovo.
Il clan ebbe molta importanza soprattutto nella Battaglia di Deçiq quando, guidati dal loro comandante Dedë Gjo Luli, sbaragliarono le forze ottomane e, per la prima volta dopo circa cinquecento anni di dominazione ottomana, sventolarono una bandiera albanese.
Il clan è quasi interamente cattolico ed è molto devoto a San Giovanni Battista (Shën Gjoni o Shnjoni) ed il 29 agosto viene festeggiato il suo martirio.

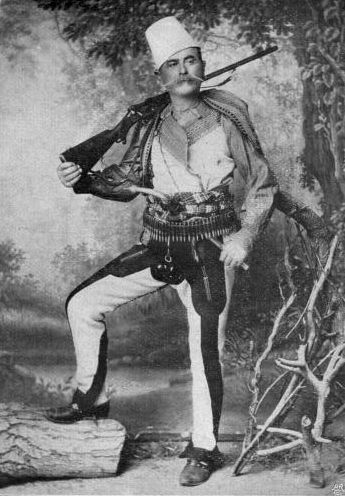
Bajraktar da Shkreli

### Grudë
Il clan Grudë ebbe molta importanza durante il conflitto turco-albanese che si concluse con l'indipendenza albanese nel 1912. Il clan ebbe anche conflitti con i Montenegrini che volevano occupare la fortezza di Scutari. La loro capitale è Tuzi nell'odierno Montenegro.
Cognomi Grudë: Ivezaj - Bajraktar di Gruda; Gjokaj (figlio di Ban Gruda) Vojvoda di Gruda; Lulgjuraj; Haxhaj (Adzovic); Frluçkaj (Lulgjuraj); Nikaj; Neziraj; Sinishtaj; Berishaj; Gjolaj; Beqaj; Bojaj; Kalaj; Kajoshaj; Stanaj; Lulanaj; Lulanaj; Pepaj (Ivezaj)
Hakaj; Vulaj (fratello di Stanaj, figlio di Ban Gruda); Vuçinaj.

### Kelmendi
Kelmendi (montenegrino: Klimenti / Клименти) è uno dei clan principali della Malësia. I klemendi parlano un subdialetto ghego più arcaico rispetto ai dialetti locali. Le famiglie appartenenti al clan si possono trovare a Plav ed a Rugova.
Il nome Kelmendi deriva da San Clemente (in albanese: Shen Klimenti), patrono della regione. 

Il clan Kelmendi è stato menzionato per la prima volta nel 1485 con il nome Celmente e fu riconosciuto come derbend dall'impero ottomano, il che gli comportava una maggiore importanza di "status etnico" riconoscendogli privilegi economici ed una maggior autonomia politico-culturale. 

Durante il 1400 gestivano le rotte commerciali da Plav a Đakovica (Kosovo).
Nel 1540 circa 2500 Klementi si insediarono a Pešter (o Pešterska Visoravan, in Serbia). Molti di questi ritornarono nel 1706. Negli anni seguenti il clan sostenne altri clan Montenegrini e Albanesi per contrastare i Turchi.
Marino Bizzi, arcivescovo di Antivari, nel 1610 li menziona come "popoli quasi tutti latini e di lingua albanese e dalmata". Bizzi fa anche riferimento a quanto accaduto nel 1613, quando dei soldati ottomani sotto il comando di Arslan Pasha attaccarono i Kelmendi radendo al suolo un villaggio intero. 

Dopo l'accaduto i Turchi chiesero un riscatto di 1000 ducati, richiesta che il clan si rifiutò di pagare preferendo invece contrattaccare alle forze ottomane stanziate nella zona liberando così i prigionieri, uccidendo trenta cavalieri nemici e riuscendo a scacciare le forze ottomane fino alla fortezza di Castelnuovo.
Nel 1614 insieme ai clan di Kuçi e Piperi scrissero una lettera indirizzata ai re di Francia e Spagna affermando di essere indipendenti dall'Impero ottomano. Nel 1615 assieme ad Ali-paša Čengić attaccarono Cattaro. Nel 1615 aiutarono il Sanjak Bej di Scutari a difendere la città dai Montenegrini. 

Giorgio Stampaneo, un prete di Mirdizia, afferma nei suoi scritti che la città di Peć dovesse pagare annualmente 3000 ducati.

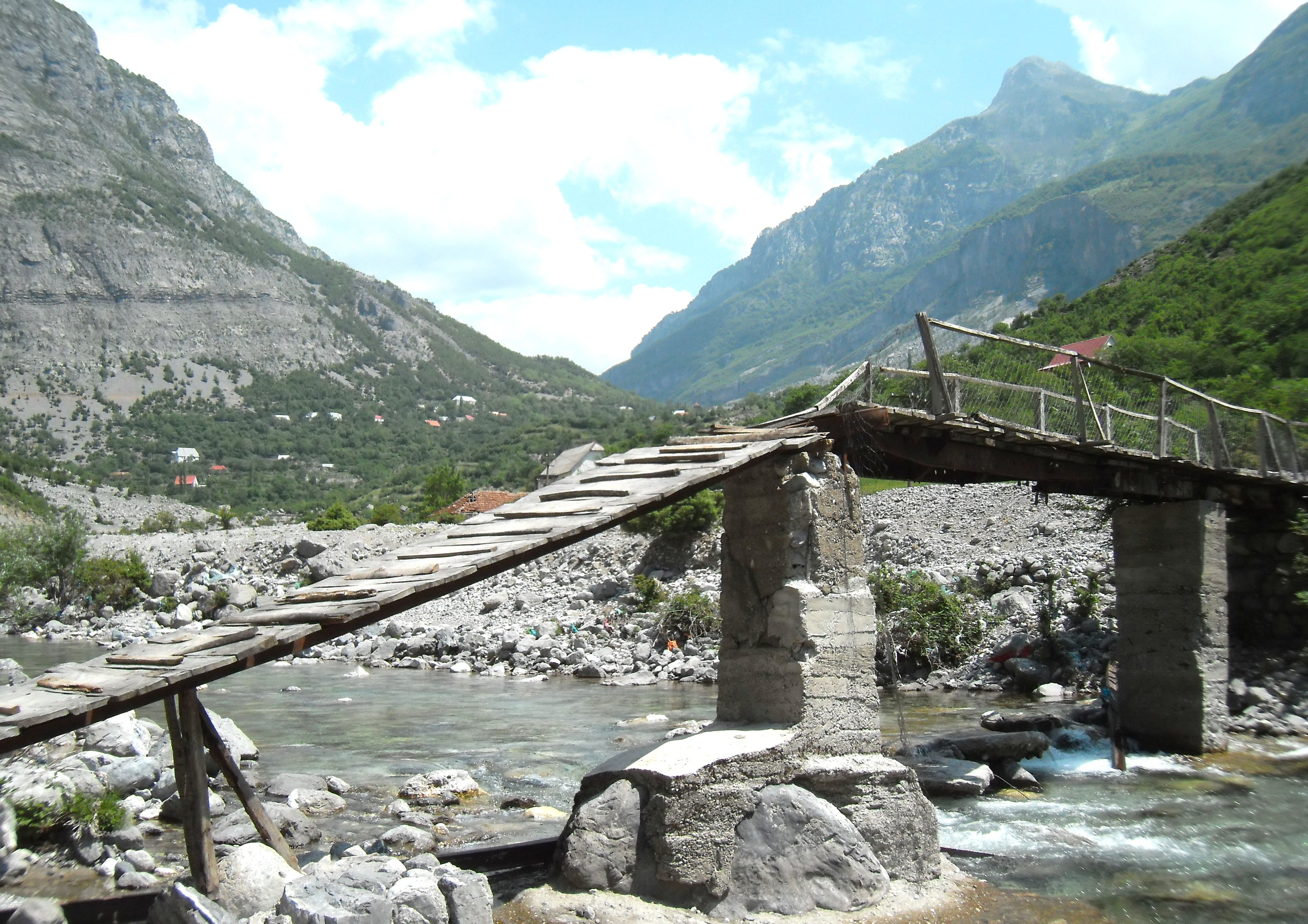
Vallata nei pressi di Selce

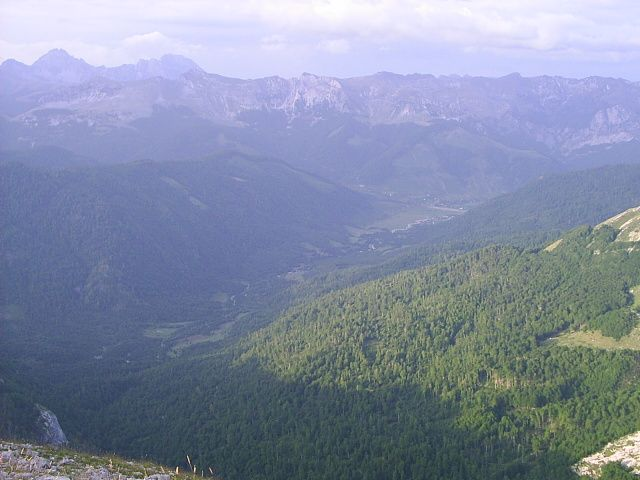
Vallata nella Malësia

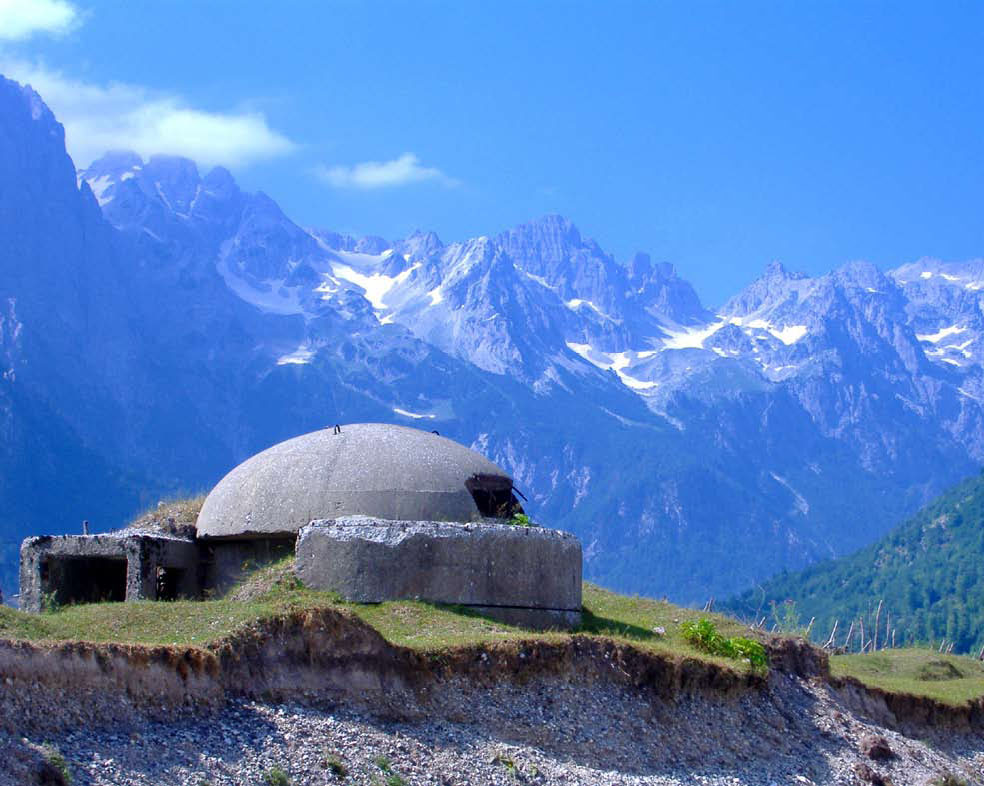
Bunker nella regione di Kelmendi

La regione in cui abitano è costituita da sei villaggi: Boga, Nikç, Selcë, Tamarë, Vermosh e Vukël.
- Vermosh: Tinaj, Miraj, Bujaj, Bunjaj, Cali, Hasanaj, Hysaj, Lelçaj, Lekutanaj, Lumaj, Macaj, Mitaj, Mrnacaj/Mernaçaj, Naçaj, Peraj, Pllumaj Preljocaj (anche Tinaj), Racaj, Selmanaj, Shqutaj, Vukaj, Vuktilaj, Vushaj
- Vukël: Pepushaj, Vukli, Nilaj, Vucinaj, Vucaj, Mirukaj, Gjikolli, Drejaj, Martini, Aliaj, Dacaj, Gjelaj, Nicaj, Kajabegolli
- Tamarë: Bunjaj, Bujaj, Rukaj, Mrnacaj/Mernaçaj, Lelcaj, Vukaj, cekaj,
- Nikç: Smajlaj, Preldakaj, Nikçi, çunga, Rukaj, Gildedaj, Prekelezaj, Mirukaj, Hasaj, Nikac, Ceca Deda, Kapaj,
- Selcë: Hasanaj, Miraj, Tinaj, Bujaj, Mrnacaj/Mernaçaj, Vushaj, Pllumaj, Lekutanaj, Vukaj, Rugova, Bikaj, Ujkaj, Alijaj, Hutaj

### Kastrati
Il clan fu menzionato per la prima volta nel 1416. Secondo una leggenda locale il clan discende da un uomo di nome Krsto fratello di Grča, antenato di Kuçi. Il patrono del clan è San Marco.

### Shkreli
La migrazione del clan ebbe origine nel 1700, spostandosi dalla costa dalmata al Sangiaccato fino al Kosovo presso Peć (Peja). Il nome Shkreli deriva da "San Carlo" (albanese: Shen Kerli). Appena giunti in Albania costruirono una chiesa dedicata al santo. Molti discendenti del clan abitano tuttora in Kosovo e a Dulcigno.
Durante il diciottesimo secolo migrarono nella regione di Pešter e di Novi Pazar (in Serbia) e tuttora nei villaggi di Boroštica e Gradac nell'altopiano di Pešter si parla l'albanese (ghego).

### Koja e Kuçit
È il clan meno numeroso. Il clan combatté nella Battaglia di Deçiq dove diedero la vita diversi membri del clan: Dokë Preci Krcaj, Cakë Uci Ivanaj, Gjeto Toma Kolcaj, Tomë Uci Ivanaj, Kolë Doka Marashaj, Marash Leca Gjokaj e Gjeto Gjeka Ivanaj.

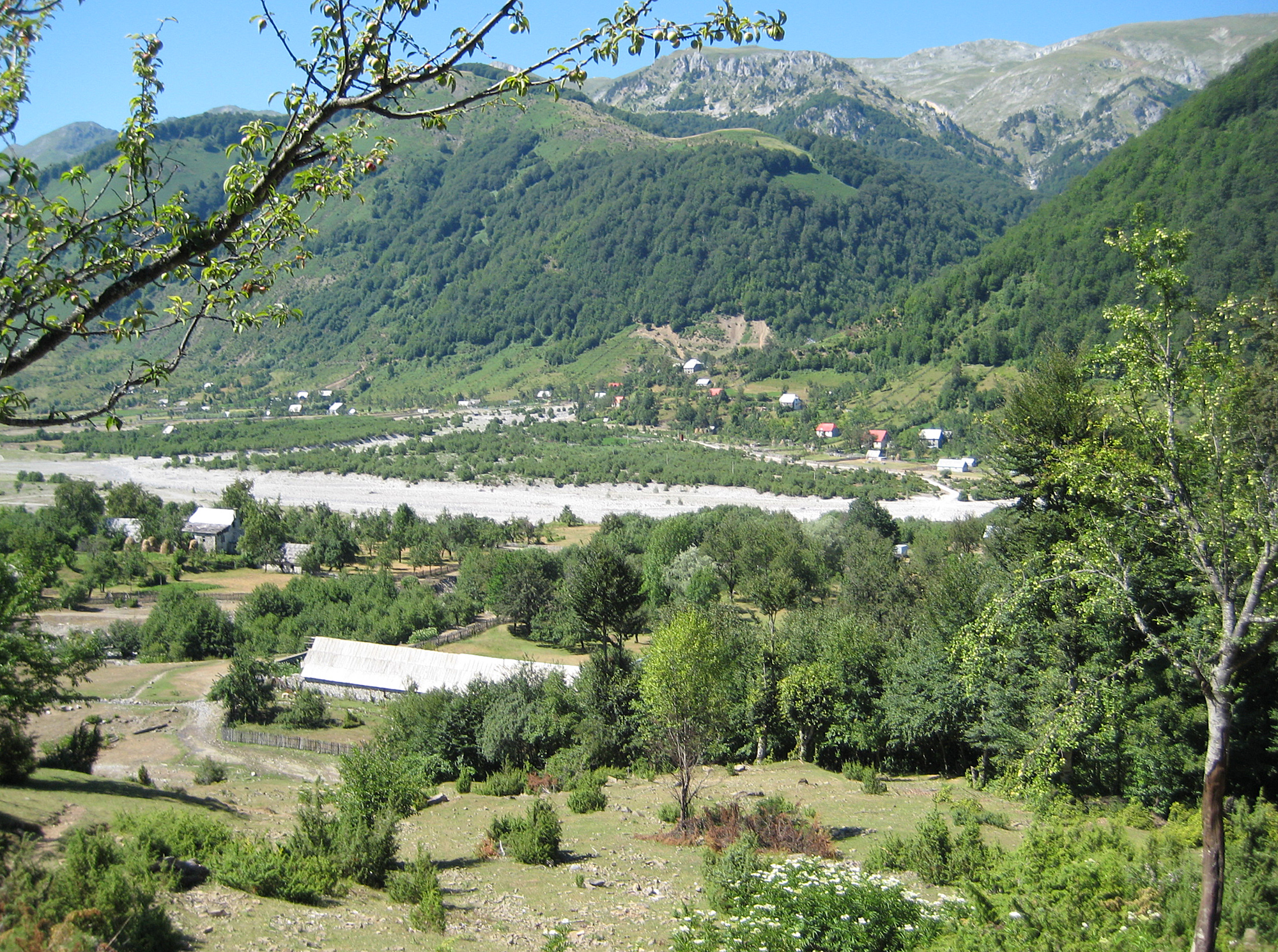
Paesaggio nei pressi di Vermosh

Cognomi di Koja e Kuçit: Ulaj (montenegrino: Uljaj / Ul(j)ević), Kolçaj (Koljčević) - discendenti di Marashaj / Maraševići. Nucullaj (Nuculović), Marashaj (Marašević), Ivanaj (Ivan(ov)ić), Lucaj (L(j)ucević, Ljucović), Cungaj (Cungich), Krcaj (Krcić), Gjokaj (Đokić, Đoković), Gjeloshaj (Đelošević(Bakić), Gorvokaj (Gorvokaj), Nikaj (Nikić), Pali (Paljević).

## Antropologia
Il monaco francescano Gjergj Fishta compose la sua opera intitolata Il liuto della montagna (Lahuta e Malcis) in cui descrisse modi di dire, rito dei matrimoni, funerali e battesimi nonché leggende, mitologia, battaglie storiche e leggi tribali.
Anton Harapi, filosofo albanese, scrisse "Andrra e Pretashit" (il sogno di Pretash) dedicato al popolo di Malësia.
Il più antico testo scritto in dialetto Malësor di Kelmendi e Kastrati fu scritto circa quattro secoli e mezzo fa da Gjon Buzuku, un prete cattolico. 

I linguisti affermano che il Malësor parlato ai giorni nostri è rimasto invariato da almeno cinque secoli.
Nel 1908 Edith Durham visitò la Malësia e rimanendo affascinata dai costumi tradizionali alquanto particolari per via del loro copricapo chiamato qeleshe (di origine illirica) e ne documentò le tradizioni locali.

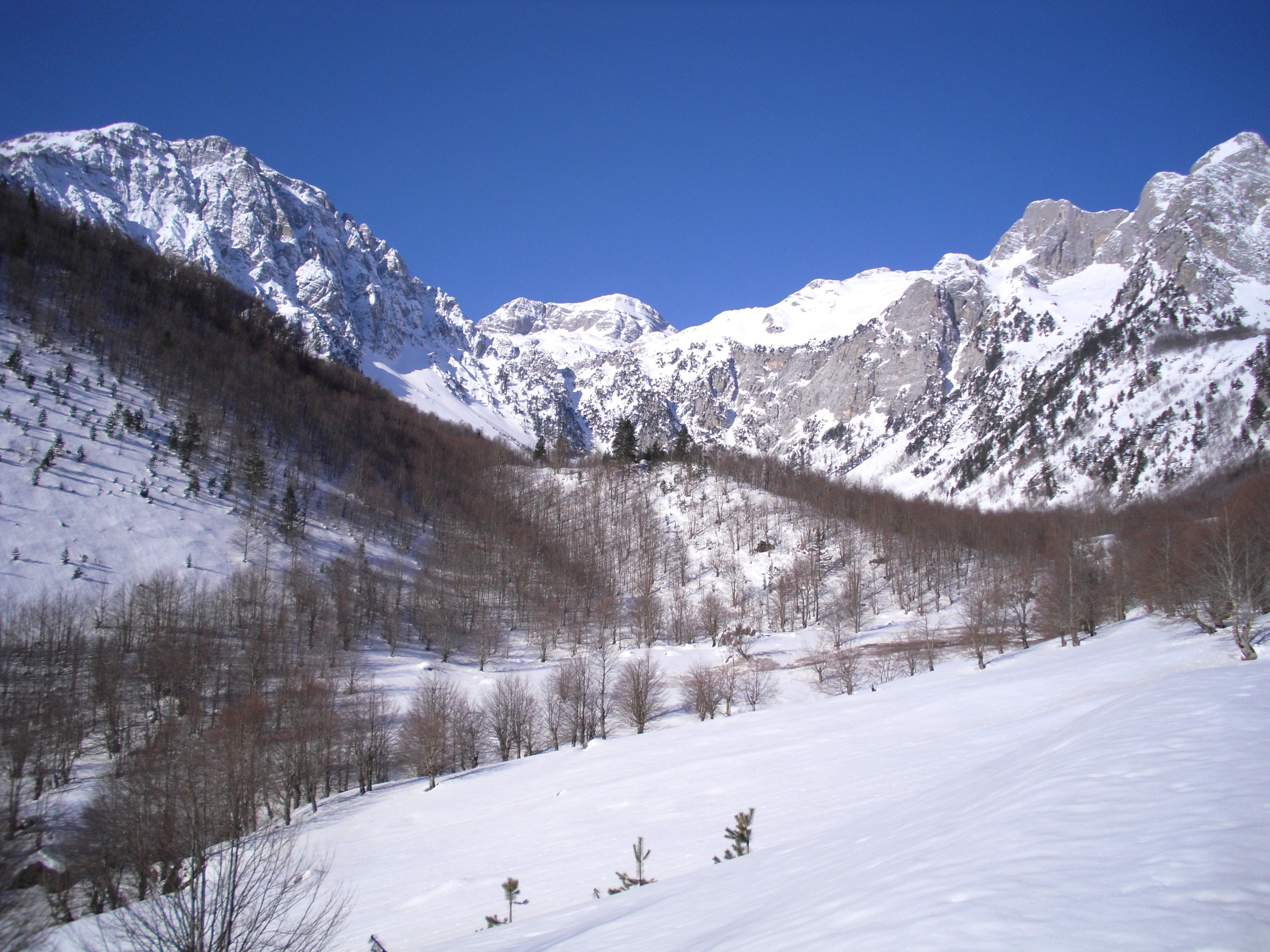
Malësia in inverno